# Бошен
Бошен (англ. Beauchene Island, исп. Isla Beauchene) — самый южный остров в составе архипелага Фолклендских островов, который находится в южной части Атлантического океана. Был открыт в 1701 году французским мореплавателем Жаком Гуином де Бошеном, в честь которого остров и получил своё название.
Является наиболее изолированным островом архипелага. Расположен в 54 км к югу от мыса Пёрпос-Пойнт острова Восточный Фолкленд (п-ов Лафония). Составляет примерно 3,3 км в длину и 650 м в ширину. Площадь острова — 1,72 км². Высшая точка — 70 м над уровнем моря. Необитаем.
Организацией BirdLife International остров признан ключевой орнитологической территорией. Здесь водятся более 30 видов, в том числе папуанский пингвин (750 пар), хохлатый пингвин (60 000 пар), золотоволосый пингвин, магелланов пингвин, чернобровый альбатрос (100 000 пар), снеговая китовая птичка (10 000 пар), серый буревестник, обыкновенный нырковый буревестник, южный гигантский буревестник, качурка Вильсона, антарктический синеглазый баклан (2500 пар), островной водяной печник и др. На острове размножается южный морской лев.